# Macraspis olivieri
Macraspis olivieri är en skalbaggsart som beskrevs av Waterhouse 1881. Macraspis olivieri ingår i släktet Macraspis och familjen Rutelidae. Inga underarter finns listade i Catalogue of Life.